# Azpilagaña
Azpilagaña es uno de los catorce barrios que conforman la ciudad española de Pamplona en la Comunidad Foral de Navarra. Se encuentra al sur de la ciudad y limita con los barrios de Iturrama y la Milagrosa.

## Toponimia
El término Azpilagaña no aparece documentado en Pamplona hasta 1780, quizá relacionado con un despoblado, Ezpilitze, situado en la jurisdicción de Ezquiroz. El término corresponde al terreno delimitado por la carretera de Zaragoza, al este, el camino de Abejeras, la oeste, y el Soto del Sadar, al sur. También en el siglo XVIII se utiliza para esa zona el término de Obigaña, y Alto de Obigrña, actualmente en desuso.: La etimología de Azpilagaña, no es clara, el final -gaña, indica la parte de arriba; para la base se ha propuesto la de haitz, peña y bil (a), redondo.

## Localización y extensión
El barrio de Azpilagana queda situado al sur de la ciudad, con una forma sensiblemente triangular sitúa su vértice al norte junto a la plaza de los Fueros, queda limitado al este por la avenida de Zaragoza, al oeste por la calle Abejeras, y al sur por el río Sadar; limita al oeste con Iturrama, y al este con la Milagrosa. Tiene una superficie de 28 ha, y, en 2024, una población de 7 119 habitantes.
El término municipal de Pamplona, se extiende al sur del barrio de Azpilagaña al otro lado del río Sadar; esa superficie aumentó considerablemente el año 2023, como consecuencia de una modificación de los términos municipales de Pamplona y Galar, promovida por los propios ayuntamientos. En esa ampliación se incluye una amplía área en la meseta de Donapea; el ayuntamiento de Pamplona tiene prevista la ordenación de todo ese terreno, en el que se construirán una 4.900 viviendas. Aunque administrativamente ese terreno queda incluido en Azpilagaña, así un nuevo barrio.

## Estructura urbana
En el barrio de Azpilagaña se distinguen dos zonas, que responden a dos fases de sus construcción, la parte norte, desde la plaza de los Fueros hasta la plaza de Manuel Turrillas, inició su construcción a finales de los años cincuenta del siglo XX, al tiempo que se construía el barrio de la Milagrosa y se organiza en manzanas cerradas. En 1967 se comienza a estudiar la ordenación de lo que se llamó polígono Azpilagaña, completando el barrio hasta la ronda que une, cerca del río Sadar la avenida de Zaragoza con la calle Abejeras. La tramitación del plan urbanístico se prolongó hasta 1975; en un primer momento se propuso un conjunto de bloques de cinco crujías que se apoyaban en tres calles paralelas, dejando entre sí unas bandas de espacio libre; la ordenación definitiva manteniendo básicamente esa ordenación, aumento la altura de los bloques, sustituyó algunos por torres y proporcionó más espacios libres.
El terreno en que se asienta el barrio tiene un fuerte desnivel desde la calle Abejeras, en una cota superior, a la avenida de Zaragoza, que desciende hacia el sur. Esta circunstancia hace que las calles transversales tengan una fuerte pendiente; de modo que las que conectan con el barrio de Iturrama -Iturrama y Río Ega en la prolongación de Sancho el Fuerte, atraviesan en túnel la calle Abejeras; las vías rodadas son acompañadas, para los peatones con escaleras mecánicas y ascensores.

## Espacios libres y dotaciones
En la unión de la zona norte del barrio, con manzanas cerradas, y la zona sur, con bloques se abre la plaza de Manuel Turrillas, ajardinada en su mayor parte, y con áarea de juego de niños. Junto a esa plaza se sitúa la iglesia parroquial de San Raimundo de Fitero y el Centro de Salud de Azpilagaña. En la zona norte, se abre la plaza del Búho; y en la zona sur, unas ajardinadas junto a la calle Abejeras, y la ronda de Azpilagaña, ampliado, además, con parque fluvial del río Sadar. El barrio cuenta con un Centro Educativo Público con educación infantil y primaria (CEIP Azpilagaña);  y colegio privado, también con educación infantil y primaria; Santa Catalina Labouré.

## Comunicaciones
| Eskualdeko Hiri Garraioa/Transporte Urbano Comarcal |       |                                                  |
| Inicio                                              | Línea | Fin                                              |
| En su recorrido atraviesan Azpilagaña               |       |                                                  |
| Orvina 3                                            | 5     | Universidad de Navarra                           |
| Barañáin                                            | 19    | Erripagaña                                       |
| Discurren por el límite este (avenida de Zaragoza)  |       |                                                  |
| Ezkaba                                              | 11    | Galaria - Mutiloa Industrialdea/Pokígono Mutilva |
| Berriogoiti/Berriosuso - Berriozar                  | 16    | Noáin - Beriáin                                  |
| Labriteko Aldapa/Bajada de Labrit                   | N3    | Noáin - Beriáin                                  |
| Taxi Iruñerria                                      |       |                                                  |
| Zona                                                | A     | A                                                |
| Estaciones                                          |       |                                                  |

## Cultura

### Fiestas y eventos
El barrio celebra sus fiestas de jueves a domingo del tercer fin de semana de junio, aunque anteriormente se celebraban en mayo. Entre los actos se incluyen gaiteros, pasacalles, concurso de calderetes, conciertos y toro de fuego. Muchas actividades incluidas en el programa están organizadas por diversas entidades sociales y culturales del barrio como la Asociación de Jubilados Azpilagaña o la Asociación de Vecinos y Vecinas de Azpilagaña.  [cita requerida]